# Виктор Онопко
Виктор Онопко (на руски: Ви́ктор Саве́льевич Оно́пко) е руски футболист, защитник. Роден е в Луганск, Украинска ССР. Брат му Сергей също е футболист. Виктор е заслужил майстор на спорта.
Във футболните игри ФИФА 11 и ФИФА 12 Онопко е включен в отборът на световните звезди World 11.

## Кариера
Онопко започва кариерата си в Шахтьор Донецк. Заедно с брат си са едни от най-талантливите играчи. След разпада на СССР отива да играе в Спартак Москва. Виктор е закупен от Спартак през 1991 година, а през 1993 става капитан на отбора. Той е съотборник със звезди на ранга на Валери Карпин, Александър Мостовой, Владимир Бесчастних и Андрий Пятницки. В април 1992 дебютира за националния отбор, а същата година става футболист на годината в Русия според списание „Футбол“. На следващия сезон Виктор успява да затвърди мястото си в „Сборная“, става шампион със Спартак и футболист на годината според „Спорт-Експрес“ и списание „Футбол“. Участва на Мондиал 1994, където е използван като ляв бек. След добрите игри на Спартак към Онопко има интерес от солидни отбори като Атлетико Мадрид, Вердер Бремен, Байер (Леверкузен) и Челси, където играе сънародника му Дмитрий Харин.
През есента на 1994 преминава в Овиедо за 2,5 млн. евро. Участва на Евро 1996. През 1997 става капитан на Овиедо. Също така удължава договора си до 2002. В 2000 новият треньор Радомир Антич премества Онопко в центъра на полузащитата. През 2001 отборът изпада от Премиера и Виктор играе 1 сезон в Сегунда, а след края на Мондиал 2002, където Онопко е капита на Русия, и 1 сезон в Райо Валекано.
По-късно се завръща в Русия с екипа на Алания Владикавказ, но получава травма на коляното, заради която пропуска почти целият сезон, а и Евро 2004. През 2005 е взет в Сатурн (Раменское), но след слабите резултати на тима е освободен.
Между 2009 и 2020 г. е помощник-треньор в ПФК ЦСКА (Москва).